# Bistum Aliwal
Das Bistum Aliwal (lat. Dioecesis Alivalensis, englisch Diocese of Aliwal) ist eine in Südafrika gelegene römisch-katholische Diözese mit Sitz in Aliwal North.

## Geschichte
Das Bistum Aliwal wurde am 12. Juni 1923 durch Papst Pius XI. aus Gebietsabtretungen des Apostolischen Vikariates Kap der Guten Hoffnung als Apostolische Präfektur Gariep errichtet. Am 27. Januar 1936 wurde die Apostolische Präfektur Gariep durch Pius XI. zum Apostolischen Vikariat erhoben und in Apostolisches Vikariat Aliwal umbenannt. Das Apostolische Vikariat Aliwal gab am 11. Januar 1951 Teile seines Territoriums zur Gründung des Erzbistums Bloemfontein ab.
Das Apostolische Vikariat Aliwal wurde am 11. Januar 1951 durch Papst Pius XII. zum Bistum erhoben und dem Erzbistum Kapstadt als Suffraganbistum unterstellt. Am 24. März 1953 gab das Bistum Aliwal Teile seines Territoriums zur Gründung der Apostolischen Präfektur De Aar ab.

## Ordinarien

### Apostolische Präfekten von Gariep
- Franz Wolfgang Demont SCJ, 1923–1936

### Apostolische Vikare von Aliwal
- Franz Wolfgang Demont SCJ, 1936–1944
- Johannes Baptist Lück SCJ, 1947–1951

### Bischöfe von Aliwal
- Johannes Baptist Lück SCJ, 1951–1973
- Everardus Antonius Baaij SCJ, 1973–1981
- Fritz Lobinger, 1987–2004
- Michael Wüstenberg, 2007–2017
- Joseph Kizito, seit 2019